# Ricania stupida
Ricania stupida är en insektsart som först beskrevs av Wagner 1857.  Ricania stupida ingår i släktet Ricania och familjen Ricaniidae. Inga underarter finns listade i Catalogue of Life.